# Jean-Baptiste Molette
Pour les articles homonymes, voir Molette.
Jean-Baptiste Molette, baron de Morangiès, né dans la commune de Siaugues-Sainte-Marie (anciennement Siaugues Saint-Romain), arrondissement de Brioude (Haute-Loire), le 21 novembre 1758, mort le 21 mai 1827 à Antibes, est un général français de la Révolution et de l’Empire.

## États de service
Il entra comme cadet au régiment de Languedoc le 15 juin 1775, et passa sous-lieutenant au même corps le 27 août 1778.
Lieutenant le 29 décembre 1785, il fut nommé capitaine dans le régiment de La Sarre, devenu 51e le 12 janvier 1792.
Il fit les campagnes de 1792, des ans II, III et IV, à l'armée d'Italie, et commanda comme capitaine et chef de bataillon provisoire le 1er bataillon formant l'avant-garde de la division Masséna. Molette reçut un coup de feu au siège de Milan.
Il se distingua en plusieurs occasions par sa bravoure, et fut fait chef de bataillon sur le champ de bataille par le général en chef Napoléon Bonaparte, à la bataille de Caldiero en l'an V. À l'affaire de Brescia, après des prodiges de valeur, il tomba au pouvoir des Autrichiens. Échangé, il passa en Suisse, commandant toujours un bataillon de grenadiers de l'avant-garde, sous les ordres du général Pigeon.
Nommé chef de la 18e demi-brigade de ligne, il s'embarqua avec Bonaparte pour l'Égypte, et fit toutes les campagnes d'Orient, jusqu'à la rentrée de l'armée en France. Molette fit preuve d'une grande intrépidité dans les combats que les Français eurent à soutenir.
Au siège de Saint-Jean-d'Acre, il reçut un coup de feu ; à la bataille d'Aboukir, une balle lui fracassa le bras droit ; à la bataille d'Alexandrie un nouveau coup de feu l'atteignit au bras gauche.
Le général en chef de l'armée d'Orient l'éleva au grade de général de brigade le 7 floréal suivant (24 mai 1801). Ayant été confirmé par arrêté du 9 frimaire an X, il prit le commandement du département des Basses-Alpes (8e division militaire), et fut inscrit sur le tableau des officiers généraux par arrêté du 3 germinal an XI.
Nommé membre et commandant de la Légion d'honneur les 19 frimaire et 23 prairial an XII, le général Molette passa au commandement de Gênes le 29 messidor an XIII.
En 1808, il commandait le département de Gênes et le golfe de Spezzia. En 1812, le gouvernement l'appela à la tête des cohortes nationales stationnées à Paris.
Créé baron de l'Empire en 1813, il prit le commandement du département de l'Oise, et de nouveau celui de Gênes le 25 novembre ; il quitta ce poste par suite de la convention conclue par lord Benting et le général de division Frésia, le 21 avril 1814. Le 26, il fut appelé au commandement en chef des troupes de la 28e division militaire lors de leur rentrée en France.
Louis XVIII le créa chevalier de Saint-Louis, et l'employa dans la 8e division militaire, en le mettant à la disposition du maréchal Masséna ; ce dernier nomma Molette, le 7 novembre, commandant de l'arrondissement de Draguignan (Var) ; il continua de remplir les mêmes fonctions jusqu'au 1er juin 1815, époque à laquelle le lieutenant-général Verdier l'appela à Marseille pour être chargé de l'organisation des gardes nationales de la 8e division militaire en remplacement du général Mouton-Duvernet.
En 1815, le général baron de Morangiès fut nommé, par le maréchal Brune, commandant en chef des trois bataillons d'élite du Var et des Basses-Alpes, des bataillons retraités de l'Isère et des Bouches-du-Rhône, et de la garde nationale de Toulon : ces divers corps ayant été licenciés le 31 juillet, lui-même obtint sa retraite le 4 septembre suivant. Il mourut le 21 mai 1827 à Antibes.
Il est inscrit sous le nom de Morangiès sur l'arc de triomphe de l'Étoile.

## Distinctions
- Commandeur de la Légion d'honneur